# 게딘 앤서니
게딘 앤서니(Gethin Anthony, 1983년 10월 9일 ~ )는 잉글랜드의 배우이다.

## 출연 작품
- 데드 위크: 인생마감 7일전 (2018)
- 퍼스트 킬 (2017)
- 코다크롬 (2017)
- 아쿠아리우스 (2015)
- 코펜하겐 (2014)
- 위 아 몬스터 (2014)